# Napoleon al II-lea al Franței
Napoléon François Joseph Charles (Bonaparte), Duce de Reichstadt (n. 20 martie 1811, Paris, Primul Imperiu Francez – d. 22 iulie 1832, Viena, Imperiul Austriac), a fost fiul împăratului Napoleon I al Franței și a celei de-a doua soții, Marie Louise de Austria. 
Prin Titlul III, articolul 9 al Constituției franceze din acel timp, a fost numit Prinț Imperial, dar a fost cunoscut de la naștere ca "rege al Romei". Tatăl său a abdicat în favoarea sa, transferându-i titlu de împărat al Franței în 1815.

## Biografie

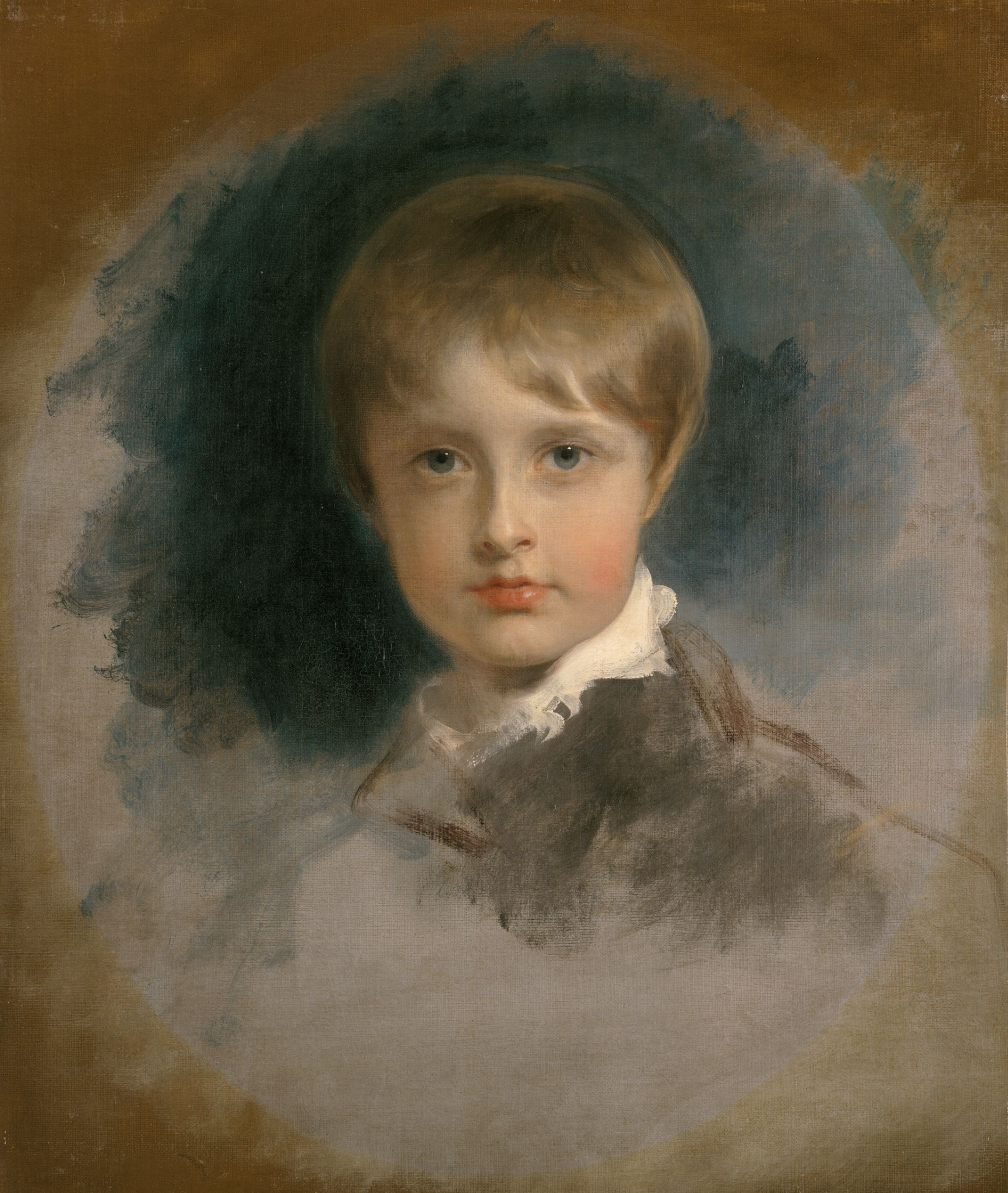
Napoléon-François-Charles-Joseph Bonaparte, c. 1818

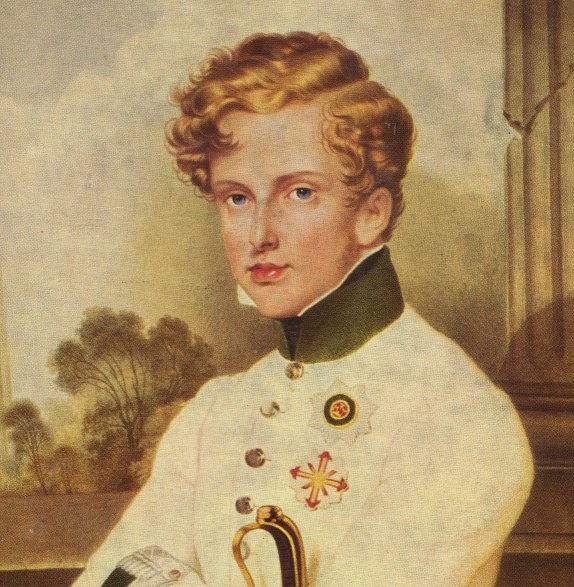
Napoleon al II-lea.

Napoléon François Joseph Charles s-a născut la Palatul Tuileries, în Paris, fiul împăratului Napoleon I și al celei de-a doua soții, Marie Louise de Austria în 1811. Fiind cel mai mare fiu legitim al lui Napoléon I, constituțional, el era Prinț Imperial și moștenitor, însă împăratul i-a acordat fiului său și titlul de "rege al Romei". Trei ani mai târziu, Primul Imperiu Francez - pe care trebuia să-l moștenească, s-a prăbușit. Napoleon a vrut să abdice în favoarea fiului lui, însă puterile aliate, la insistența împăratului Alexandru I al Rusiei, au refuzat. 
La 29 martie 1814, acompaniată de suita ei, împărăteasa a părăsit Palatul Tuileries cu fiul ei. S-au oprit, prima dată, la Castelul Rambouillet; apoi, temându-se că trupele inamice avansează, au continuat spre Castelul Blois. La 13 aprilie, cu suita mult diminuată, Marie-Louise și regele Romei, în vârstă de trei ani, s-au întors la Rambouillet unde s-au întâlnit cu tatăl ei, împăratul Francisc I al Austriei și cu împăratul Alexandru I al Rusiei. La 23 aprilie, escortați de un regiment austriac, mama și fiul au părăsit Rambouillet și Franța pentru totdeauna, pentru exilul lor în Austria.
În 1815, după înfrângerea de la Waterloo, Napoleon a abdicat în favoarea fiului său, pe care nu l-a mai văzut de la exilul pe insula Elba. A doua zi după abdicarea lui Napoleon, o comisie guvernamentală de cinci membri a preluat conducerea Franței, în așteptarea întoarcerii regelui Ludovic al XVIII-lea, care era la Castelul Cambresis. Comisia a deținut puterea timp de două săptămâni, iar Napoleon al II-lea nu a fost chemat ca împărat niciodată. 
 
Următorul Bonaparte care a venit pe tronul Franței (în 1852) a luat numele de Napoleon al III-lea, în respectul pentru domnia teoretică a vărului său.
După 1815, tânărul prinț, cunoscut acum drept "Franz" (după bunicul matern, împăratul Francisc al Austriei), a locuit în Austria cu mama sa. A fost distins cu titlul de "Duce de Reichstadt" în 1818. 
De la vârsta de 8 ani, tânărul Napoleon și-a început educația, primind de la tutorii aduși de împăratul austriac instrucțiuni în arta milităriei (pe care a apreciat-o), limba și literatura germană și cea italiană, matematică, sport și religie catolică. Tutorii lui au constatat ca el avea potențial - Napoleon Franz era deștept, serios și atent. 
Autoritățile franceze și cele austriece au avut grijă să nu-l lase să se bage în politică, de frică să nu-și revendice tronul (aceeași temere, pe cale diplomatică, și-au exprimat și alte țări). 
În 1823, oficial, și-a început cariera militară, când a fost făcut cadet austriac. De-abia în 1831 i s-a dat comanda unui batalion austriac, dar n-a fost deloc însărcinat cu misiuni importante. 
După decesul tatălui vitreg și revelația că mama sa a născut doi copii nelegitimi înainte de căsătorie, Franz i-a spus prietenului său, Prokesch von Osten: "Dacă Josephine ar fi fost mama mea, tatăl meu nu ar fi fost îngropat la Sfânta Elena și eu nu ar trebuit să fiu la Viena. Mama mea este bună, dar slabă; nu a fost soția pe care tatăl meu a meritat-o".
A fost foarte apropiat de Prințesa Sofia de Bavaria și s-a sugerat că el ar fi fost tatăl fiului ei, viitorul împărat Maximilian I al Mexicului, dar sugestia nu a fost confirmată.
A murit de tuberculoză la Palatul Schönbrunn din Viena la 22 iulie 1832.

## Figura sa in media artistică

### Teatru
- Edmond Rostand - piesa L'Aiglon (Puiul de vultur) în șase acte, 1900, cu Sarah Bernhardt în rolul principal, la Teatrul Sarah Bernhardt din Paris

### Muzica
- Arthur Honegger și Jacques Ibert - opera L'Aiglon (Puiul de vultur) pe libret de Henri Cain, după piesa lui Rostand - 1937, premiera la Opera din Monte Carlo